# Руднянское водохранилище
Руднянское водохранилище  (водохранилище Рудня (бел. Вадасховішча Рудня (Руднянскае)) — водохранилище в Слуцком районе Минской области Беларуси. Создано в 1981 году на реке Случь, расположено в 17 км к северу от г. Слуцк, возле деревни Рудня.
Площадь 3,76 км². Максимальная глубина 5,7 м. Длина 2,6 км. Максимальная ширина 1,7 км. Объем воды 14,1 млн м³. Средний многолетний сток 22,7 млн м³. Площадь водозабора 138 км². Колебания уровня воды на протяжении года 2,5 м. Создано в 1981 году для аккумуляции стока во время весеннего половодья с целью орошения земель, рыбоводства и водного благоустройства прилегающих деревень.
Берега водохранилища разнообразны: западный берег лесистый, где расположен детский санаторий, а южный берег представляет собой высокую дамбу, облицованную бетонными плитами.
Руднянское водохранилище популярно среди рыбаков и любителей активного отдыха. Здесь обитают различные виды рыб, включая подлещика, плотву, красноперку, окуня, щуку, леща и карпа. Рыбалка платная. Ловля разрешена только с берега, имеются оборудованные места для отдыха с урнами, столиками и скамейками.